# Arroyo de Lebredo
El arroyo de Lebredo es un río muy corto del norte de España, un afluente por el margen izquierda del río Meiro que discurre por el occidente del Principado de Asturias.
Nace en el pico Lebredo, en la sierra de Penouta, concejo de Coaña. Sus aguas descienden como un pequeño arroyo por la ladera norte del pico Lebredo y giran hacia el este en el pueblo de Lebredo que deja a su vega izquierda y al que debe su nombre, antes de unirse al Río Meiro en el pueblo de Las Mestas.